# Аболиционизъм
Аболиционизмът (на английски: abolitionism, от на латински: abolitio, отмяна) е политическо движение (от края на 18 и през 19 век) за премахване на робството, отмяна на търговията с роби и освобождението им в Западна Европа и Америка.
Сред първите инициатори на движението е испанският мисионер и учен от 16 век Бартоломе де Лас Касас. По негова инициатива Испания първа от европейските държави приема закон против поробването на американските индианци (1542 г.), който обаче скоро е отменен. Този закон дори става една от причините за началото на масовия износ на роби от Африка към Америка. През 18 век, против робството излизат английските квакери, а към края на столетието осъждането на робството става част от европейското Просвещение. През тази епоха аболиционисти са наричани тези филантропи, които, без да участват пряко в дейността на политическите партии, се стараят посредством публични проповеди и печатни материали да съдействат за прекратяването на робството. Към началото на 19 век повечето правителства на европейските страни признават необходимостта от премахване на робството.
През 1807—1808 г. е забранен вносът на африкански роби в САЩ и британските колонии. През 1833 г. робовладелчеството напълно е забранено в Британската империя, в това число в британската част на Западните Индии, чиято икономика от векове се основава на робския труд. В САЩ робството е основна причина за Гражданската война и е забранено едва през 1865 г. (виж. Тринадесета поправка на Конституцията на САЩ).
Движението в Европа против робството става една от причините за освобождаването на руските селяни от крепостната зависимост през 1861 г. Понастоящем робството е забранено от международното право.

## Средновековие
- 1102: Търговията с роби, робите и крепостното право са забранени в Лондон.
- 1117: Робството е прекратено в Исландия.
- 1274: Законът за земята (Landslova) забранява робството в Норвегия.
- 1315: Кралят на Франция Луи X подписва указ: обявени са за свободни всички роби на територията на континентална Франция.[1]
- 1335: Швеция забранява робството.[2]
- 1416: Дубровнишката република забранява робството и търговията с роби.

## Ново време

### 1500—1700 г.
- 1588: Ржеч Посполита забранява робството, но не и крепостничеството.[3]
- 1595: Португалия законодателно забранява търговията с китайски роби.[4]
- 16 век: Япония забранява робството, но оставя крепостното право.[5]
- 1683: Испанската корона прекратява робството в Чили.
- 1652: Робството е отменено в колонията Роуд Айлънд.

### 1700—1800 г.
- 1723: Руската империя забранява търговията с роби, но оставя крепостничеството.[6]
- 1761: Португалия забранява робството с указ на маркиз Жозе Помбал, както в метрополията, така и в колониите в Португалска Индия[7]
- 1777: Робството е отменено на Мадейра.[8]
- 1777: Основният закон на щата Върмонт забранява робството.[8]
- 1778: Робството е обявено за незаконно в Шотландия.
- 1783: Основният закон на щата Масачузетс забранява робството.[8]
- 1783: Русия прекратява робството в Кримското ханство[9]
- 1783: Буковина: Императорът на Свещената Римска империя Йосиф II подписва забрана на робството на 19 юни 1783 г. в Чернивци.[10]
- 1787: Великобритания основава за освободените роби родина в Сиера Леоне.
- 1792: Датско-норвежката уния обявява извън закона търговията с роби през Атлантика.[11]
- 1793: Горна Канада отменя робството.
- 1794: Франция: Първата република отменя робството.[8][12]

### 1800—1849 г.
- 1802: Наполеон I възстановява робството в колониите на Франция.[7]
- 1803: Датско-норвежката уния прекратява презатлантическата търговия.
- 1803: Долна Канада отменя робството.
- 1804: Хаити провъзгласява независимост и отменя робството.[8]
- 1807: Великобритания – британският Парламент приема Акт зазабрана на търговията с роби (Abolition of the Slave Trade Act).
- 1807: Прусия отменя крепостното право.
- 1811: Испания отменя робството в колониите си. Изключения са Куба, Пуерто Рико и Санто Доминго[7]
- 1814: Нидерландия отменя търговията с роби.
- 1815: Виенски конгрес: 8 страни-победителки провъзгласяват курс против робството.
- 1816: Крепостното право е отменено в Естландия.
- 1817: Крепостното право е отменено в Курзем
- 1818: Договор между Испания и Великобритания за отмяна на търговията с роби.[13]
- 1818: Договор между Португалия и Великобритания отменящ търговията с роби.[13]
- 1818: Идентичен договор между Франция и Нидерландия.
- 1819: Договор между Нидерландия и Великобритания.[13]
- 1819: Крепостното право е отменено в Ливония.
- 1822: Либерия става новата родина за освободени роби.
- 1822: Гърция прекратява робството.
- 1823: Чили прекратява робството.[8]
- 1824: Централно Американската република прекратява робството.
- 1827: Договор между Великобритания и Швеция за отмяна на търговията с роби.[13]
- 1829:Мексико отменя робството.[8]
- 1830: Конституцията на Уругвай отменя робството.
- 1831: Боливия отменя робството[8]
- 1833: Великобритания отменя робството в колониите си.[14]
- 1831: Османската империя отменя крепостното право
- 1861: Руската империя отменя крепостното право
- 1865: САЩ приема Тринайсетата поправка на Конституцията на САЩ, която отменя робството.